# Cyclopaedia
Ciklopedija: ili, Univerzalni rječnik umjetnosti i znanosti (izvorni engleski naslov: Cyclopaedia: or, An Universal Dictionary of Arts and Sciences) (dva sveska u foliju) je bila enciklopedija koju je 1728. objavio u Londonu Ephraim Chambers. Izdao je brojne pretiske tog djela u 18. stoljeću. Cyclopaedia je bila jedna od prvih općih enciklopedija na engleskom jeziku.
Podnaslov iz 1728. je sažeo autorove ciljeve:
Cyclopaedia, or, An Universal Dictionary of Arts and Sciences: Containing the Definitions of the Terms, and Accounts of the Things Signify'd Thereby, in the Several Arts, both Liberal and Mechanical, and the Several Sciences, Human and Divine: the Figures, Kinds, Properties, Productions, Preparations, and Uses, of Things Natural and Artificial; the Rise, Progress, and State of Things Ecclesiastical, Civil, Military, and Commercial: with the Several Systems, Sects, Opinions, etc; among Philosophers, Divines, Mathematicians, Physicians, Antiquaries, Criticks, etc.: The Whole Intended as a Course of Ancient and Modern Learning.

## Preporučena literatura
- Bradshaw, Lael Ely. "Ephraim Chambers’ Cyclopedia." Notable Encyclopedias of the Seventeenth and Eighteenth Centuries: Nine Predecessors of the Encyclopédie. Ed. Frank Kafker. Oxford: The Voltaire Foundation, 1981. 123-137. (ISBN 0-7294-0256-8).
- Collison, Robert. Encyclopædias: Their History Throughout the Ages. New York: Hafner, 1966.
- Kafker, Frank. A. Notable encyclopedias of the late eighteenth century: eleven successors of the Encyclopédie. Oxford : Voltaire Foundation at the Taylor Institution, 1994.
- Kolb, Gwin J. and James H. Sledd. “Johnson’s ‘Dictionary’ and Lexicographical Tradition.” Modern Philology 50.3 (Feb. 1953): 171-194.
- Mack, Ruth. “The Historicity of Johnson’s Lexicographer.” Representations 76 (Fall 2001): 61-87.
- Shorr, Phillip. Science and Superstition in the Eighteenth Century: A Study of the Treatment of Science in Two Encyclopedias of 1725-1750. New York: Columbia, 1932.
- Walsh, S. Patraig. "Cyclopaedia." Anglo-American General Encyclopedias: A Historical Bibliography, 1703-1967. New York: R.R. Bowker, 1968. 38-39.
- Yeo, Richard. "The Best Book in the Universe": Ephraim Chambers’ Cyclopedia. In Encyclopædic Visions: Scientific Dictionaries and Enlightenment Culture. Cambridge: Cambridge UP, 2001. 120-169. (ISBN 0-521-65191-3)
- Yeo, Richard. Encyclopædic Visions: Scientific Dictionaries and Enlightenment Culture. Oxford: Cambridge University Press, 2001.
- Yeo, Richard R. "A Solution to the Multitude of Books: Ephraim Chambers's Cyclopaedia (1728) as "the Best Book in the Universe."" Journal of the History of Ideas, v. 64 (1), 2003. str. 61-72. (ISSN 0022-5037 )

## Vanjske poveznice
- Chambers' Cyclopaedia, 1728., 2 sveska, uz dodatak iz 1753., 2 sveska; digitalizirao ju je University of Wisconsin Digital Collections Center.
  - Pretraži Cyclopaediju
  - Index of entries  Arhivirana inačica izvorne stranice od 26. svibnja 2008. (Wayback Machine) (OCR, sadrži brojne pogreške u sricanju)